# 馬絹
馬絹（まぎぬ）は、川崎市宮前区の町名。現行行政地名は馬絹1丁目から6丁目。住居表示実施済み区域。面積は1.027km²。

## 地理
宮前区の東部に位置し、多摩丘陵と下末吉台地にまたがっている。また、矢上川と尻手黒川道路が並行して東西に通っており、その周辺は谷あいとなっている。そして、江戸時代からの街道筋である厚木大山街道と、その新道に当たる国道246号（東京・横浜バイパス）も当地を通過している。
馬絹は北端で宮前平・宮崎と、東端で梶ケ谷の宮前区域と、南端で野川の宮前区域・東有馬・有馬と、西端で小台と接している。これらの町域はすべて宮前区であり、馬絹は区境や市境には接していない。

### 地価
住宅地の地価は、2025年（令和7年）1月1日の公示地価によれば、馬絹1-38-22の地点で26万9000円/m²となっている。

## 歴史
当地からは縄文時代や弥生時代の遺跡が発掘されているほか、古墳時代後期に建造され、朝鮮半島の古墳からの影響も受けたと考えられる馬絹古墳も所在している。
中世には「馬衣郷」と呼ばれ、「皇国地誌」によれば永禄年間に分割されて馬絹・梶ヶ谷・土橋の3村となったという。江戸時代の当地は、天領・旗本の遠山氏・川勝氏の三給の地となっていた。村高は「武蔵田園簿」（正保期）で452石、「旧高旧領取調帳」（明治維新期）で547石と増加しているが、これは畑地の開発によるものと考えられている。農作物としてはコメや麦、雑穀などが作られたが、幕末には花の栽培も行われるようになった。
町村制の施行時に、馬絹村は周辺町村と合併したが、その村の名称は、合併後の中央部にあった当村の字宮前からとられ、宮前村という名称となった。明治以降も花の栽培は盛んで、大正に入ってから花生産組合も設立されている。
昭和に入ってから川崎市に編入されるが、それと前後して軍用地として村の多くが接収された。戦後には軍用地も返還され、農業を再開するところもあったが、その後に多摩田園都市計画が進められ、当地も宅地化が進行していった。

### 地名の由来
平安時代の当地は勅旨牧であった「石川牧」に含まれ、そのことに由来する呼称である「牧野」（まきの）が転じたものと考えられる。「皇国地誌」には、平将門の乱の際に、興世王が当地に乗馬の衣を落としたことに由来するという説話が引かれているが、これは付会であろうと考えられている。

### 沿革
- 永禄年間 - 馬衣郷の分割により馬絹村が成立したとされる。
- 1601年（慶長6年） - 矢倉沢往還が開設される。
- 1720年（享保5年） - 品川宿と溝口宿の半高加助郷を務める[11]。
- 1868年（明治元年） - 当地は神奈川県所属となる。
- 1874年（明治7年） - 大区小区制により、当地は5大区5小区に属する。
- 1875年（明治8年） - 鳴滝学校（現川崎市立宮崎小学校）設立。
- 1889年（明治22年） - 町村制の施行により宮前村が誕生し、馬絹はその大字となる。
- 1910年（明治43年） - 村内の神社を神明神社（現在の馬絹神社）に合祀される。
- 1938年（昭和13年） - 宮前村が川崎市に編入される。当地は川崎市大字馬絹となる。
- 1940年（昭和15年） - 馬絹の約半分が軍用地として接収される[14]。
- 1951年（昭和26年） - 解放された軍用地が大字宮崎となる。もともと馬絹だった地域は、大字宮崎字三ツ又・字大野・字新鷺沼となった[14]。
- 1966年（昭和41年） - 東急田園都市線の溝の口駅 - 長津田駅間が開通する。あわせて宅地開発も進行していくこととなった。
- 1972年（昭和47年） - 川崎市が政令指定都市に移行。当地は高津区馬絹となる。
- 1975年（昭和50年） - 小台土地区画整理事業により、一部が小台となる[15]。
- 1982年（昭和57年） - 高津区から宮前区が分区。当地は宮前区馬絹となる。
- 2016年（平成28年）10月17日 - 住居表示実施により馬絹一丁目から三丁目が成立[16]。
- 2017年（平成29年）11月20日 - 住居表示実施により、残部の馬絹全域から馬絹四丁目から六丁目が成立、宮崎の一部を馬絹六丁目に編入[17]。

## 世帯数と人口
2025年（令和7年）6月30日現在（川崎市発表）の世帯数と人口は以下の通りである。
| 丁目      | 世帯数    | 人口     |
| --------- | --------- | -------- |
| 馬絹1丁目 | 2,082世帯 | 4,058人  |
| 馬絹2丁目 | 824世帯   | 1,644人  |
| 馬絹3丁目 | 1,030世帯 | 1,904人  |
| 馬絹4丁目 | 2,159世帯 | 4,761人  |
| 馬絹5丁目 | 996世帯   | 1,964人  |
| 馬絹6丁目 | 1,509世帯 | 2,627人  |
| 計        | 8,600世帯 | 16,958人 |

### 人口の変遷
国勢調査による人口の推移。
| 年                 | 人口   |
| ------------------ | ------ |
| 1995年（平成7年）  | 12,029 |
| 2000年（平成12年） | 12,859 |
| 2005年（平成17年） | 13,639 |
| 2010年（平成22年） | 14,597 |
| 2015年（平成27年） | 15,576 |
| 2020年（令和2年）  | 16,510 |

### 世帯数の変遷
国勢調査による世帯数の推移。
| 年                 | 世帯数 |
| ------------------ | ------ |
| 1995年（平成7年）  | 4,971  |
| 2000年（平成12年） | 5,611  |
| 2005年（平成17年） | 6,076  |
| 2010年（平成22年） | 6,782  |
| 2015年（平成27年） | 7,149  |
| 2020年（令和2年）  | 7,825  |

## 学区
市立小・中学校に通う場合、学区は以下の通りとなる（2022年4月時点）。
| 丁目      | 番・番地等        | 小学校               | 中学校             |
| --------- | ----------------- | -------------------- | ------------------ |
| 馬絹1丁目 | 全域              | 川崎市立宮崎小学校   | 川崎市立宮崎中学校 |
| 馬絹2丁目 | 全域              | 川崎市立宮崎小学校   | 川崎市立宮崎中学校 |
| 馬絹3丁目 | 全域              | 川崎市立宮崎小学校   | 川崎市立宮崎中学校 |
| 馬絹4丁目 | 全域              | 川崎市立宮崎小学校   | 川崎市立宮崎中学校 |
| 馬絹5丁目 | 全域              | 川崎市立梶ヶ谷小学校 | 川崎市立宮崎中学校 |
| 馬絹6丁目 | 12～18番 23～29番 | 川崎市立梶ヶ谷小学校 | 川崎市立宮崎中学校 |
| 馬絹6丁目 | 1～11番 19～22番  | 川崎市立宮崎小学校   | 川崎市立宮崎中学校 |

## 事業所
2021年（令和3年）現在の経済センサス調査による事業所数と従業員数は以下の通りである。
| 丁目      | 事業所数  | 従業員数 |
| --------- | --------- | -------- |
| 馬絹1丁目 | 72事業所  | 934人    |
| 馬絹2丁目 | 42事業所  | 457人    |
| 馬絹3丁目 | 59事業所  | 250人    |
| 馬絹4丁目 | 68事業所  | 301人    |
| 馬絹5丁目 | 35事業所  | 278人    |
| 馬絹6丁目 | 61事業所  | 560人    |
| 計        | 337事業所 | 2,780人  |

## 交通

### 鉄道
当地を武蔵野南線が通過し、梶ヶ谷貨物ターミナル駅の敷地の一部が当地にかかっているが、同駅は貨物駅であり、旅客利用はできない。また、域外ではあるが、東急田園都市線の宮崎台駅・宮前平駅が徒歩圏内に所在する。

### バス
宮前平駅･宮前区役所と武蔵新城駅などを結ぶバス（川崎市バス井田営業所担当）や、宮前平駅･宮前区役所と野川台を結ぶバス（東急バス高津営業所担当）が当地を経由している。

### 道路
- 尻手黒川道路
- 国道246号（東京・横浜バイパス）

両者は立体交差している。

## 施設
- 泉福寺
- 馬絹神社
- 川崎馬絹郵便局
- 宮前区役所宮前連絡所
- 宮前警察署馬絹交番

### 教育施設
- 川崎市立宮崎小学校 - 宮崎の地名の由来となった。

## その他

### 日本郵便
- 郵便番号 : 216-0035[3]（集配局 : 宮前郵便局[27]）

### 警察
町内の警察の管轄区域は以下の通りである。
| 丁目      | 番・番地等 | 警察署     | 交番・駐在所 |
| --------- | ---------- | ---------- | ------------ |
| 馬絹1丁目 | 全域       | 宮前警察署 | 馬絹交番     |
| 馬絹2丁目 | 全域       | 宮前警察署 | 馬絹交番     |
| 馬絹3丁目 | 全域       | 宮前警察署 | 馬絹交番     |
| 馬絹4丁目 | 全域       | 宮前警察署 | 馬絹交番     |
| 馬絹5丁目 | 全域       | 宮前警察署 | 馬絹交番     |
| 馬絹6丁目 | 全域       | 宮前警察署 | 馬絹交番     |